# 1837年—1838年叛乱

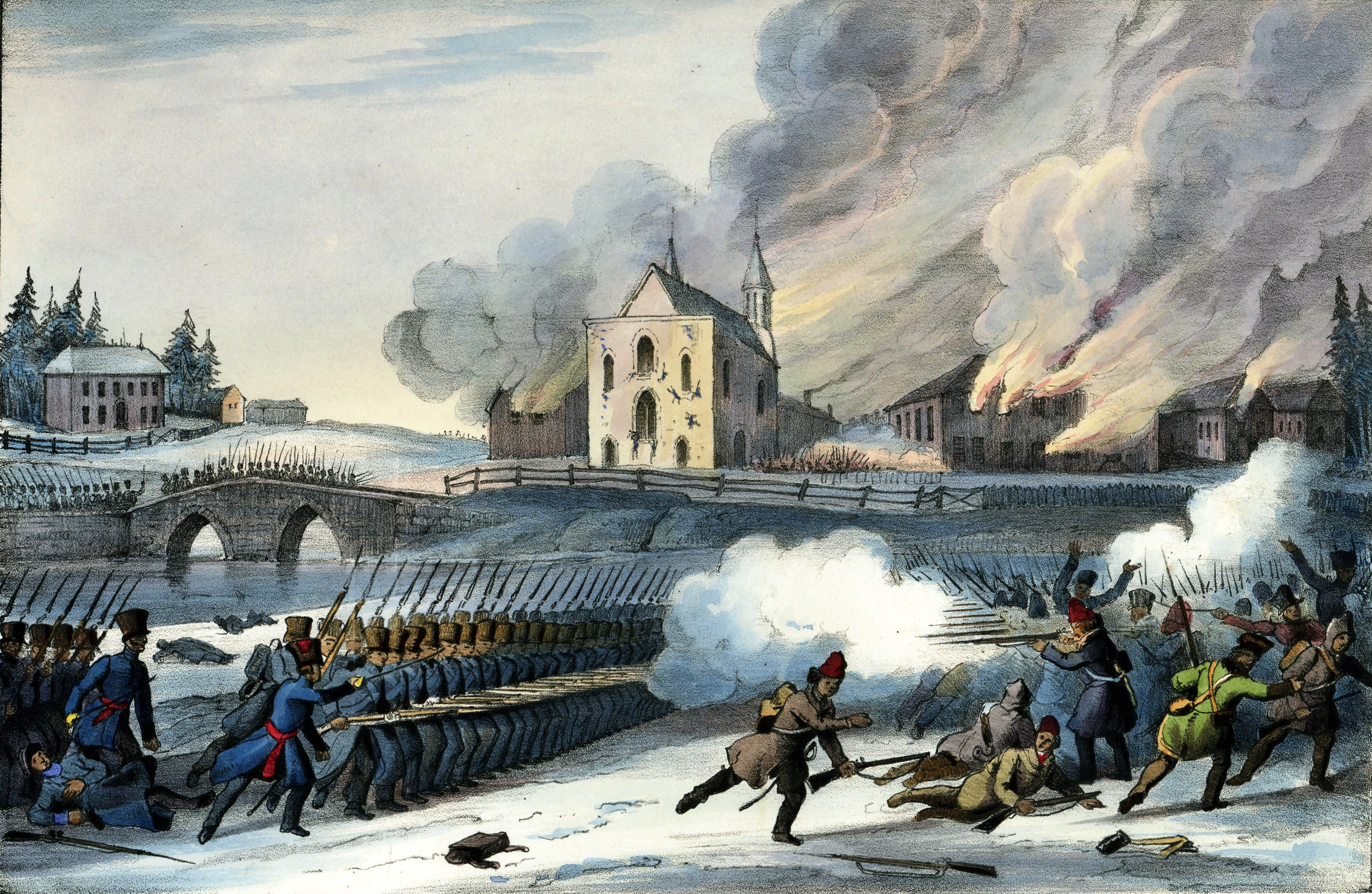
在下加拿大爆发的圣厄斯塔什战役

1837年—1838年叛乱（英語：Rebellions of 1837–1838；法語：Rébellions de 1837–1838）是1837年—1838年發生在下加拿大和上加拿大的兩起武裝叛亂，這兩起叛亂都是由於政治改革的挫折所導致，一個關鍵的共同目標是建立責任政府，最終在事件結束後實現了這一目標。

## 叛乱
叛乱首先在下加拿大与上加拿大爆发。下加拿大的叛军规模更大，与政府军对抗的时间更长。上加拿大的叛军不少成员来自美国，他们的目标是对抗地方寡头政治，在展开了一系列的突袭、伏击与其他小型武装行动之后遭到了失败。
1837年11月，下加拿大首先爆发叛乱，叛军由沃尔夫·纳尔逊、路易斯-约瑟夫·帕皮诺与埃德蒙·贝利·卡拉汉等人领导。
次月，受到下加拿大叛乱激励，居住在上加拿大的不满人士也揭竿而起，并接受威廉姆·莱恩·麦肯西的领导。叛乱的原因居民不满当地其他基督宗教遭到打压，而聖公會则拥有官方地位，大量地产。除此之外，叛乱的原因还有大量来自美国的移民迁入当地，尤其是西部地区。
上加拿大的叛乱在蒙特利尔酒馆战役之后就结束了，很多叛军，包括麦肯西本人，都逃往了美国。他们把美国当作支持进一步行动的基地，与美国组织猎人小屋配合作战。叛军此后发动了多次突袭，行动直到在风车战役中大败才告终。

## 后事
不少叛军在1837年叛乱之后都被逮捕，大部分人都被控叛乱罪，100名叛军被判流放到澳大利亚。
上加拿大的叛军并非不满英国统治，而是不满贪污受贿、司法不公。叛军的罪名并不是与美国自由主义看齐，而是冒犯加拿大托利价值。首席法官约翰·罗宾逊爵士，第一代从男爵的判词也是洛克式的，而不是伯克式的：「作为臣民的生命、自由及财产的保护者，君主能『合法地要求臣民服从他的权威』」。罗宾逊还说，那些喜欢共和制的人，可以离开加拿大，移民外国，所以叛乱者都犯下了叛国罪。
叛乱平息之后，不少呼吁改革的温和派，如罗伯特·鲍德温与路易斯·希波吕忒·拉方丹变得激进了许多。达勒姆勋爵到加调查时，上述人士发挥了一定作用。政府听从达勒姆勋爵在报告中的建议，改为问责制政府。他还建议合併上下加拿大为单一政治单位，成为今日加拿大核心。

## 麦肯西-帕皮诺营
在一个世纪之后的1937年，帕皮诺、麦肯西两人的名字再次出现。西班牙内战中，共和军阵型的一个由加拿大志愿者组成的营叫做“麦肯西-帕皮诺营”，以纪念两人。这个营的口号是“1837年的精神永存”。

## 进阶阅读
- Allan Greer (2003) The patriots and the people: the rebellion of 1837 in rural Lower Canada（页面存档备份，存于） University of Toronto Press, ISBN 0-8020-6930-4
- F. Murray Greenwood;  Barry Wright (1996) Canadian state trials – Rebellion and invasion in the Canadas, 1837–1839（页面存档备份，存于）  Society for Canadian Legal History by University of Toronto Press, ISBN 0-8020-0913-1